# Fântânele (gmina w okręgu Arad)
Fântânele – gmina w Rumunii, w okręgu Arad. Obejmuje miejscowości Fântânele i Tisa Nouă. W 2011 roku liczyła 3090 mieszkańców.